# Domingo Legal
Domingo Legal é um programa de auditório brasileiro exibido pelo SBT. Estreou em 17 de janeiro de 1993 sob o comando de Gugu Liberato. Atualmente é apresentado por Celso Portiolli, que também é diretor-geral, com direção de Rubens Gargalaca Jr. É um dos programas mais longevos da emissora com mais de 30 anos de exibição ininterruptos.

## História
| Fase | Fase | Apresentador    | Exibição original     | Exibição original  | Exibição original  |
| Fase | Fase | Apresentador    | Estreia               | Final              | Total              |
| ---- | ---- | --------------- | --------------------- | ------------------ | ------------------ |
|      | 1    | Gugu Liberato   | 17 de janeiro de 1993 | 5 de julho de 2009 | 16 anos e 169 dias |
|      | 2    | Celso Portiolli | 12 de julho de 2009   | Em exibição        | 16 anos e 22 dias  |

### Gugu Liberato (1993–2009)
Apresentado por Gugu Liberato, o Domingo Legal iniciou suas transmissões em 17 de janeiro de 1993. Inicialmente, durante o primeiro ano, era gravado antes de ir ao ar, mas a partir de 7 de agosto de 1994, o programa passou a ser ao vivo. De 1994 a 1997, era exibido das 12h às 16h. A partir de 19 de outubro de 1997, o Domingo Legal muda de horário para 15h às 20h, passando a concorrer diretamente com o Domingão do Faustão. Inicialmente de 1993 até 1997, era gravado (ou transmitido) no Teatro Silvio Santos, no Carandiru na zona norte de São Paulo. Em 1º de fevereiro de 1998, o programa passou a ser transmitido do CDT da Anhanguera.
Inicialmente, o programa era uma versão do Viva a Noite, apresentado anteriormente por Gugu Liberato nas noites de sábado, sendo o primeiro programa de televisão a utilizar a Internet como forma de interação com o público, através de mensagens enviadas por telespectadores através da página do programa e posteriormente através do Portal UOL e que eram levadas ao ar durante a exibição do programa.
Em 1996, o programa contava com um núcleo de jornalismo, que noticiou em primeira mão o assassinato de PC Farias e cobrindo o acidente aéreo da banda Mamonas Assassinas, em 2 de março de 1996, no qual o programa foi líder de audiência durante toda sua exibição. Também cobriu o sequestro de Wellington Camargo, irmão dos cantores Zezé Di Camargo & Luciano, o acidente de ultraleve sofrido pelo cantor Herbert Vianna, a rebelião no Carandiru e as enchentes na época do verão em São Paulo.
No dia 25 de junho de 2009, Gugu assinou um contrato com a Record, após 16 anos no comando do Domingo Legal. Três dias depois, em 28 de junho, o programa muda de horário, passando a ser exibido ao meio dia e o Programa Silvio Santos às 16 horas. Em 12 de julho de 2009, Celso Portiolli assume o comando do Domingo Legal, no qual apresenta até os dias atuais.

### Celso Portiolli (2009–presente)
Entre as novidades do programa, estavam a estreia dos quadros Você Não Vale Nada, Mas Eu Gosto de Você, Medidas Desesperadas, TV Sushi e Game Legal; além da volta da Piscina Maluca, e dos quadros Lendas Urbanas e Telegrama Legal.
Em 2013, inicia-se um reboot do Passa ou Repassa. O programa, considerado "o estopim" para a carreira de Portiolli é incluído no programa como um quadro. Inicialmente, o quadro seguia o formato exibido entre o final da década de 1980 e o início dos anos 2000 (previamente gravado). Logo, o formato foi logo adaptado para o "ao vivo". Na maioria das vezes, ele foi "quebrado" entre outros quadros e formatos exibidos no programa.
No dia 27 de janeiro de 2013, em parceria com o Departamento de Jornalismo do SBT e o SBT RS, o Domingo Legal fez uma cobertura sobre o Incêndio na boate Kiss, em Santa Maria. A cobertura foi ancorada pelo jornalista Marcelo Torres.
No dia 30 de novembro de 2014, em parceria com o Departamento de Jornalismo do SBT, o Domingo Legal fez a cobertura do velório do comediante Roberto Gómez Bolaños, criador de Chaves e Chapolin Colorado, séries que fizeram sucesso no SBT por vários anos. Ancorada pelo jornalista Carlos Nascimento e pela repórter Magdalena Bonfiglioli, a transmissão mostrou imagens ao vivo, direto do estádio Azteca, na Cidade do México.
Em agosto de 2015, a estreia do programa Mundo Disney, faz com que o Domingo Legal passe a ser exibido das 13h às 15h. Para compensar as duas horas perdidas, Celso Portiolli ganha uma segunda versão do programa, nomeado Sabadão, exibido nas noites de sábado.
Em 7 de dezembro de 2016, Portiolli anuncia que o programa será extinto ao final daquele ano, motivado por constantes quedas de audiência sendo realocado para o sábado a tarde, passando a ocupar a faixa de programação pertencente ao de Raul Gil. Porém, é anunciado o cancelamento do projeto, pelo fato de que a emissora resolve renovar o contrato de Gil no final de janeiro de 2017.
As mudanças na programação da emissora e o cancelamento de uma nova versão da Sessão Desenho, fazem com que o programa retorne a sua duração original, de 4 horas. Um programa previamente apresentado por Portiolli no final da década de 1990 também ganha um reboot, como um quadro tal qual o Passa ou Repassa, o Xaveco.
Em 22 de novembro de 2019, é anunciado o falecimento de Gugu Liberato. No domingo seguinte, 24, o programa ganha uma edição especial em que é recordado o período no qual o apresentador passou no comando do programa.
Em 15 de março de 2020, o programa é exibido sem plateia, fato este inédito desde a sua estreia em 1993. O principal motivo foi o avanço da pandemia de COVID-19, o que teria afetado no geral todas os programas do SBT, que foram forçados a paralisar suas atividades por tempo indeterminado. Em 31 de maio de 2020, após dois meses com reprises, o programa volta a ter edições inéditas, mas apenas com a exibição do quadro Passa ou Repassa, que passou a contar com uma plateia virtual, enquanto que os demais quadros continuam a ser reprisados. Em 27 de setembro de 2020, o programa volta a ser ao vivo depois de dois meses de reprises e três meses de exibição do Passa ou Repassa gravado.
Em 7 de novembro de 2021, foi ao ar uma edição em homenagem a Marília Mendonça, vítima de um acidente aéreo em Caratinga, Minas Gerais. O programa contou também com uma cobertura jornalística do acidente, além de relembrar alguns momentos de Marília no programa e transmitir trechos de seus shows. Por conta disso, uma edição do quadro Passa ou Repassa que estava prevista para esse dia foi cancelada.
Em 1.° de maio de 2022, o programa volta a ter a presença da plateia física, uma vez que durante dois anos foi apresentado sem a presença de público por conta das restrições causadas pela pandemia de COVID-19.
Em 17 de janeiro de 2023, o programa completou 30 anos no ar e uma edição especial foi ao ar no dia 22, trazendo no Passa ou Repassa algumas provas do quadro Eles e Elas, tendo como competidores Alessandra Scatena, Helen Ganzarolli e Luiza Ambiel no time amarelo contra Pedro Manso, Lucas Mesquita (Gavião) e Liminha no azul, além de um show com Bruno e Marrone e uma grande retrospectiva relembrando os melhores momentos da atração sob o comando de Gugu Liberato (1959–2019) e Celso Portiolli. No dia 29, estreou o quadro O Domingo Que Mudou Minha Vida, onde pessoas que passaram pelo programa relembram suas participações em 30 histórias semanais.
Com o encerramento do Programa Eliana em 23 de junho de 2024 após a saída da apresentadora titular, o programa ganhou mais tempo de duração, entrando numa nova fase no dia 30. A atração continua iniciando às 11h30, mas agora passa a encerrar, na faixa das 18h15. No início, havia alternância entre momentos gravados e ao vivo, sendo mudado em seguida, em meados de setembro, por começar ao vivo com o Passa ou Repassa e o restante do tempo gravado, ganhando também novos quadros e herdando alguns do extinto programa citado.

## Audiência
Os dados são providos pelo IBOPE e se referem ao público da Região Metropolitana de São Paulo,[carece de fontes?] cada ponto equivale entre 70 e 80 mil telespectadores:
| Ano  | Média    |
| ---- | -------- |
| 2000 | 18,2 pts |
| 2001 | 21,6 pts |
| 2002 | 20,1 pts |
| 2003 | 17,6 pts |
| 2004 | 14,8 pts |

| Ano  | Média    |
| ---- | -------- |
| 2005 | 13,5 pts |
| 2006 | 12,5 pts |
| 2007 | 11,6 pts |
| 2008 | 13,8 pts |
| 2009 | 9,7 pts  |

| Ano  | Média   |
| ---- | ------- |
| 2010 | 7,0 pts |
| 2011 | 6,6 pts |
| 2012 | 5,8 pts |
| 2013 | 5,7 pts |
| 2014 | 6,1 pts |

| Ano  | Média   |
| ---- | ------- |
| 2015 | 6,8 pts |
| 2016 | 5,9 pts |
| 2017 | 5,5 pts |
| 2018 | 5,3 pts |
| 2019 | 7,3 pts |

| Ano  | Média   |
| ---- | ------- |
| 2020 | 6,8 pts |
| 2021 | 6,4 pts |
| 2022 | 6,0 pts |
| 2023 | 5,8 pts |
| 2024 | 6,1 pts |

- Em 2 de março de 1996, com a cobertura do acidente do grupo Mamonas Assassinas, o programa pela primeira vez conquistou a liderança com 37 pontos e picos de 47, sendo uma das maiores audiências da história do SBT.[25]
- Durante os anos de 1997 e 2001, o programa chegava a assumir a liderança diversas vezes contra o Domingão do Faustão com médias acima de 30 pontos.[26][27][28]
- Em 19 de outubro de 1997, com a mudança de horário, o programa pela primeira vez assume a liderança absoluta por toda a sua exibição com 27 pontos e picos de 31 contra 17 da Globo.[28]
- Em 1 de fevereiro de 1998, o programa foi o primeiro a ser produzido no recém-inaugurado CDT da Anhanguera, em Osasco.Com a transmissão ao vivo ele iniciou às 15:20 e terminou às 19:12, alcançando média de 18 pontos.
- Em 6 de maio de 2001, o Domingo Legal chegou ao pico máximo da sua história, registrando 44 pontos de audiência. Neste dia, houve a presença do ator belga Jean-Claude Van Damme no programa.[25]
- Em 19 de maio de 2002, com o polêmico episódio da visita da médium Socorro Leite ao extinto Presídio do Carandiru, o programa registrou 39 pontos de audiência contra 21 do Fantástico.[29]
- Em 2003, com o escândalo da falsa entrevista dos integrantes do PCC, a audiência cai para 18 pontos.
- Apesar da queda de audiência, entre os anos de 2005 e 2008, o programa voltou a registrar médias acima de 20 pontos e assumir a liderança algumas vezes.[30][31]
- Em 12 de julho de 2009, Celso Portiolli estreia no programa; alcançou 8 pontos com picos de 14.
- Em 17 de março de 2019, marcou 9 pontos de média, a maior audiência nos últimos quatro anos.[32]
- Em 24 de novembro de 2019, na edição especial relacionada a Gugu Liberato, o programa registra a sua maior audiência desde 2009 com 11 pontos e picos de 15.[33]

## Controvérsias

### Acusações de sensacionalismo e apelação
Durante a década de 90 e nos anos 2000, o programa ficou conhecido por exibir histórias impressionantes e algumas lendas urbanas como o caso do Chupacabra. Tais histórias despertavam a atenção do público nas chamadas, fazendo o programa assumir com muita frequência a liderança isolada aos domingos. No entanto, o programa era duramente criticado pelas coberturas jornalísticas, especialmente por apostar em dramatização, que era visto como exagerado e sensacionalista pelas críticas da época.
Além disso, o programa também foi acusado de sexualizar ao extremo mulheres e colocar crianças para performar músicas contendo duplo sentido no ar.

### Entrevista com Denise Tacto
Em 1998, o programa levou ao ar uma tentativa de entrevista com Denise Tacto, então esposa do ator Gerson Brenner. O episódio ficou marcado como um dos mais emblemáticos da briga contra o Domingão do Faustão, uma vez que SBT e Globo estavam ao vivo ao mesmo tempo, com a emissora paulista sendo representada por Sonia Abrão. Acontece, porém, que Brenner, na época, mantinha um contrato de exclusividade com a TV Globo e uma entrevista precisaria da autorização da emissora carioca. O caso ficou marcado pela irritação de Sonia, que soltou a seguinte frase, recebendo o apoio de Gugu e da platéia: “O pessoal da Rede Globo pedindo exclusividade. A Denise Tacto está chorando muito com tudo isso que está acontecendo. Estão tentando nos retirar daqui, mas precisamos ouvir as palavras da Denise”. Em seguida, finalizou com: “Todas as emissoras de televisão têm o direito de transmitir esse momento. Isso o que vocês estão fazendo é um desrespeito com o público Brasil inteiro, é um desrespeito com o SBT, é um desrespeito com a democracia da informação desse país”.

### Banheira do Gugu
Em setembro de 2000, o Ministério da Justiça emitiu uma advertência contra o SBT por conta da exibição da Banheira do Gugu, solicitando a mudança de horário ou edição das imagens. No dia 15 de outubro de 2000, a brincadeira da Banheira do Gugu foi proibida de ser exibida antes das 20h no programa pelo Tribunal de Justiça de Minas Gerais, por conter mulheres seminuas, homens de cueca ou sunga e por causa disso, o apresentador chegou a brigar na justiça por conta da prova, que era o ponto chave do programa, já que pela alegação do órgão, a competição, que somava pontos no quadro Eles e Elas, era exibida em horário inadequado, já que o desafio consistia em um casal que duelava na banheira, mas com o claro objetivo de um dos competidores pegar a maior quantidade de sabonetes, sendo impedido pelo seu adversário. Em protesto, Gugu retirou do ar o quadro no dia 22 do mesmo mês e exibiu trechos de capítulos da telenovela Uga Uga na edição seguinte do dia 29, que também causou polêmica na época por exibir homens seminus no horário das 19h. A TV Globo optou por não mover um processo contra o SBT pela exibição pirata das cenas. Além disso, Ratinho, em apoio ao Gugu, exibiu uma cópia do quadro em seu programa no dia seguinte, rendendo alta audiência. Em novembro do mesmo ano, a Justiça de São Paulo decidiu derrubar a liminar que suspendia a competição e autorizou o SBT a transmitir a prova, que imediatamente exibiu chamadas anunciando a volta do desafio.
Apesar da virada na justiça, o SBT nunca mais realizou a competição a partir dos meados da temporada 2001 do programa, mas outras emissoras chegaram a fazer releituras da brincadeira, sendo elas a Record no semanal Gugu, a RedeTV! pelo Conexão Models e a TV Arapuan pelo Todo Mundo na TV. Além disso, algumas modelos que integravam o quadro alegaram sofrer assédio ao vivo no programa anos depois em entrevistas.

### Mal-entendido no Xaveco
No dia 22 de setembro de 2019, durante a exibição do quadro Xaveco, foi levado ao ar uma brincadeira onde as pretendentes escolhidas por Guilherme teriam que passar roupas em uma tábua de madeira, acompanhada com um ferro quente e que a melhor soubesse fazer a tarefa, ganhava um encontro, como mandava a proposta do quadro nos desafios propostos pelos pretendentes. Porém, a exibição do episódio gerou repercussão negativa nas redes, acusando o programa de machismo. Em um momento da gincana, Celso Portiolli admitiu que ele mesmo passava as próprias roupas.

### Entrevista de Silvana Taques
Em 20 de agosto de 2023, o programa levou ao ar uma das partes da entrevista exclusiva com Silvana Taques, mãe de Larissa Manoela, tendo Chris Flores como a entrevistadora, uma vez que a atriz e cantora travava uma briga na justiça contra seus pais, acusando-os de desviar o dinheiro da mesma. Tal momento repercutiu negativamente nas redes sociais, acusando o SBT de ser parcial no tom da entrevista, uma vez que a empresária também passou mal no momento em que a matéria ia ao ar, enquanto que outra parte defendia a emissora paulista, acusando a Globo de não dar espaço aos pais da atriz e só ouvir o outro lado. Na noite do mesmo dia, o Fantástico exibiu a segunda parte da entrevista com Manoela e levou ao ar uma nota deixada pelos pais de Larissa.

## Quadros

### Atuais
- Passa ou Repassa
- Comprar é Bom, Levar é Melhor (em parceria com a Havan)
- Quem Arrisca Ganha Mais (em parceria com a Havan)
- Arquivo Domingo Legal
- De Quem é Essa Mansão?[50]
- Até Onde Você Chega? (em parceira com Cacau Show)[50]
- Casamento Surpresa[50]
- Minha Mulher Que Manda (em parceira com Sadia)[50]
- É Doce ou Não é Doce?[50]
- Crianças Talentosas[50]
- Famosos da Internet[50]
- Brincando em Casa[50]
- Xaveco[50]
- Como se Faz?[50]
- Dia de Sorte[50]
- Se Virar Vai Ter Que Beijar[50]
- Exatidão[50]
- Devo Não Nego, Pago Se Puder[51]
- Telegrama Legal

### Antigos
- A Primeira Vez
- Aconteceu Comigo
- Afunda ou Boia
- Arquibancada do Riso
- Banheira do Gugu
- Batalha das Estrelas
- Batalha Naval
- Bate Coração
- Bom Dia Legal
- Brincando Em Casa
- Celso Visita
- Conexão Hollywood
- Construindo um sonho
- De Volta Pra Minha Terra
- Disputa Entre Famosos
- Dormindo Legal
- Duetos
- Eles x Elas
- Encontro Especial
- Entrevista Legal
- Essa Nota Vale Uma Nota
- Está é a Sua Vida
- Família Pimenta
- Gugu Na Minha Casa
- Homenagem Especial
- Jogo das 9 Caixas
- Jogo das Estrelas
- Jogo do Amor
- Lendas Urbanas
- Loucuras de Amor
- Luta na Lama
- Malucos Molhados
- Meu Pai é Melhor Que Seu Pai
- O Domingo Que Marcou Minha Vida
- O Preço da Verdade
- Portuga Legal
- Prova do Bicho
- Qual é o Mistério?
- Qual é o Seu Sonho?
- Quem Casa, Quer Casa
- Sentindo na Pele
- Táxi do Gugu
- TOP 10 da Internet
- TV Fuxico
- Verdade ou Mentira
- Vigilância Total
- Você Não Vale Nada, Mas Eu Gosto de Você

#### Banheira do Gugu
A Banheira do Gugu foi um dos quadros mais emblemáticos do programa. Consistia numa disputa em que convidados famosos tentavam encontrar sabonetes espalhados pela banheira e eram impedidos por uma modelos em traje de banho. O quadro ficou no ar entre 1995 e 2000.
As "musas da banheira" fixas foram Luiza Ambiel (1995 a 1998), Solange Gomes (1998 a 1999), Nana Gouvêa (1999), Núbia Óliiver (1999), Helen Ganzarolli (2000 a 2001) e Fabiana Andrade (2000 a 2001). Além disso, Leandro Seguro (1996 a 2000), JP Mantovani (2000) e Daniel Saullo (2001) foram os "garotos da banheira", responsáveis por segurar as mulheres que participavam. Mari Alexandre, Renata Banhara, Alessandra Scatena e Cristina Mortágua também participaram ativamente do quadro, embora não fossem contratadas fixas.
Entre as polêmicas, Marcelo de Nóbrega abriu o biquíni de Luiza, resultando em pancadaria entre os dois, e  Anderson Leonardo tocou as partes íntimas de Solange por dentro do biquíni, gerando um tapa na cara. A Banheira foi levada até o programa Jô Soares Onze e Meia, onde Jô entrou na banheira com roupa, para participar do jogo com Luiza Ambiel.